# Examen clinique cardiaque et vasculaire

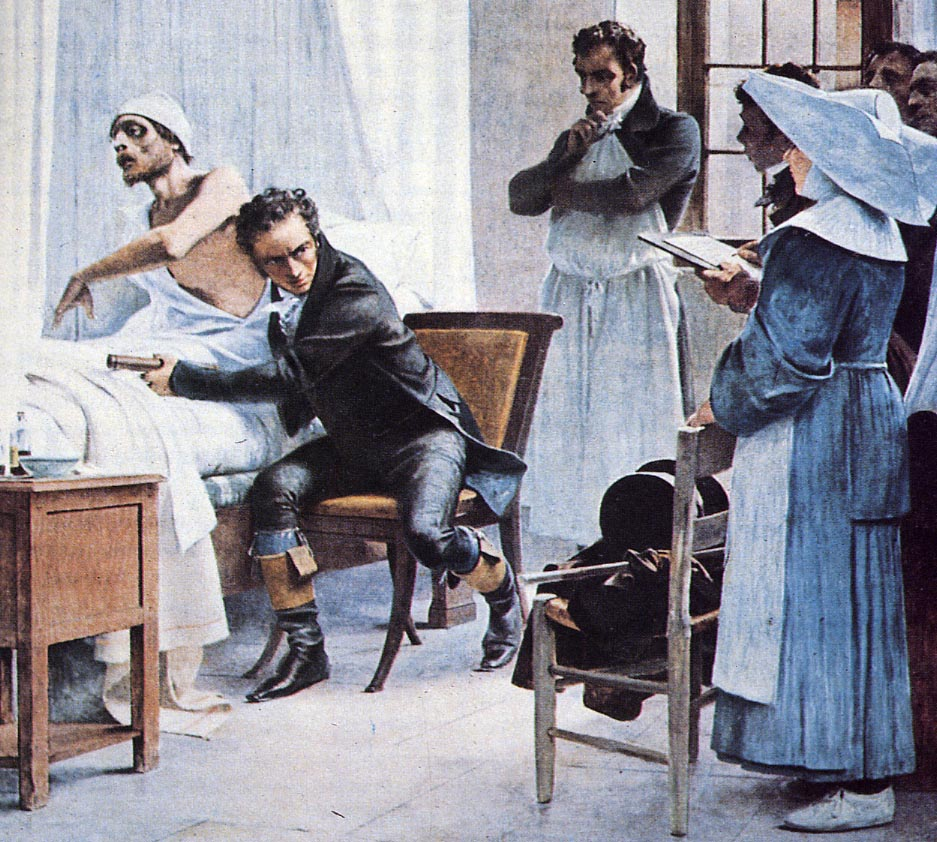
Laennec à l'hôpital Necker ausculte un phtisique devant ses élèves. Peinture de 1816 par Théobald Chartran.

L'examen cardiaque et vasculaire ou cardio-vasculaire est en médecine une partie de l'examen clinique qui permet d'avoir une idée des problèmes cardiovasculaires que peut avoir le patient.
On recherche entre autres des signes d'insuffisance cardiaque gauche et droite, des facteurs de risque cardiovasculaire, des souffles et un anévrisme de l'aorte abdominale.

## Les signes fonctionnels
On demande au patient s'il se plaint de :
- douleur ; on précisera alors les caractéristiques de la douleur ;
- palpitations ;
- essoufflement, éventuellement suivant la classification NYHA, orthopnée ;
- syncope ou lipothymie ;
- hépatalgie d'effort.

On recherche également des facteurs de risque cardiovasculaire :
- tabagisme (que l'on quantifiera en paquet-année) ;
- hypertension artérielle ;
- diabète ;
- dyslipidémies (cholestérol, triglycérides en excès) ;
- surpoids ou obésité ;
- age élevé ;
- sexe masculin ou sexe féminin avec ménopause précoce ;
- antécédents familiaux.

## Les signes physiques

### Inspection
On recherche :
- une turgescence jugulaire ;
- des varices sur les membres inférieurs.

On inspecter la forme du thorax

### Palpation
Recherche de tous les pouls (et s'ils sont symétriques entre eux et bien perçus) :
- carotidiens ;
- huméraux ;
- radiaux ;
- ulnaires (cubitaux) ;
- fémoraux ;
- poplités ;
- pédieux ;
- tibiaux postérieurs.

Mesure de la fréquence cardiaque, on cherche également à savoir s'il n'y a pas d'arythmie.
Recherche d'œdème des membres inférieurs (qui sont mous, blancs, prenant le godet, indolores et symétriques) et du signe du godet.
Recherche d'un reflux hépato-jugulaire.
Recherche d'un anévrisme de l'aorte abdominale en enfonçant le poing sur l'abdomen du patient.
Recherche du signe de Harzer.
Recherche de la position du choc apexien.
Recherche d'une inflammation ou d'une thrombose des veines de la jambe en palpant les mollets à la recherche d'une douleur, ou à la flexion du pied sur la jambe encore une fois à la recherche d'une douleur dans le mollet (signe de Homans).

### Percussion
Recherche d'une ascite (par la matité de l'abdomen).
Recherche d'une hépatomégalie.

### Auscultation
L'auscultation commence par la mesure de la pression artérielle.
On ausculte le cœur à la recherche des bruits B1 et B2, et des bruits pathologiques, aux différents foyers du cœur :
- 2e espace intercostal droit : foyer aortique ;
- 2e espace intercostal gauche : foyer pulmonaire ;
- 5e espace intercostal droit : foyer tricuspide ;
- 5e espace intercostal gauche au niveau de la ligne médio-claviculaire : foyer mitral.

On ausculte l'ensemble des pouls (présentés ci-dessus) ainsi que l'abdomen (pour l'aorte abdominale) à la recherche d'un souffle.

### Autre
L'électrocardiogramme peut faire partie de l'examen cardio-vasculaire.